# Eisschnelllauf-Weltcup 2009/10

Logo des Essent ISU Weltcup

Der Eisschnelllauf-Weltcup 2009/10 wurde für Frauen und Männer an sieben Weltcupstationen in fünf Ländern ausgetragen. In der olympischen Saison begannen die Auftaktläufe am 6. November 2009 wie im letzten Jahr in Berlin. Die Weltcupsaison endet am 14. März 2010 mit dem Finale in Heerenveen. Hier werden von den Frauen Strecken von 500 bis 5000 Metern und von den Männern von 500 bis 10.000 Meter gelaufen.
Die in der Saison 2003/04 eingeführte 100 Meter Sprintausscheidung wurde wieder aus dem Programm genommen.
Siehe auch: Liste der Gesamtweltcupsieger im Eisschnelllauf

## Wettbewerbe

### Frauen

#### Weltcup-Übersicht
| Datum                                                                     | Ort                                      | Disziplin         | Sieger                                                                      | Zweiter                                                                 | Dritter                                                                 |
| ------------------------------------------------------------------------- | ---------------------------------------- | ----------------- | --------------------------------------------------------------------------- | ----------------------------------------------------------------------- | ----------------------------------------------------------------------- |
| 6. bis 8. Nov. 2009                                                       | Berlin (Sportforum Hohenschönhausen)     | 3000 m (6. Nov.)  | Martina Sáblíková                                                           | Masako Hozumi                                                           | Stephanie Beckert                                                       |
| 6. bis 8. Nov. 2009                                                       | Berlin (Sportforum Hohenschönhausen)     | 500 m (7. Nov.)   | Beixing Wang                                                                | Jenny Wolf                                                              | Nao Kodaira                                                             |
| 6. bis 8. Nov. 2009                                                       | Berlin (Sportforum Hohenschönhausen)     | 1000 m (7. Nov.)  | Christine Nesbitt                                                           | Nao Kodaira                                                             | Marianne Timmer                                                         |
| 6. bis 8. Nov. 2009                                                       | Berlin (Sportforum Hohenschönhausen)     | 500 m (8. Nov.)   | Jenny Wolf                                                                  | Beixing Wang                                                            | Annette Gerritsen                                                       |
| 6. bis 8. Nov. 2009                                                       | Berlin (Sportforum Hohenschönhausen)     | 1500 m (8. Nov.)  | Christine Nesbitt                                                           | Martina Sáblíková                                                       | Brittany Schussler                                                      |
| 13. bis 15. Nov. 2009                                                     | Heerenveen (Thialf)                      | 500 m (13. Nov.)  | Jenny Wolf                                                                  | Beixing Wang                                                            | Annette Gerritsen                                                       |
| 13. bis 15. Nov. 2009                                                     | Heerenveen (Thialf)                      | 3000 m (13. Nov.) | Stephanie Beckert                                                           | Martina Sáblíková                                                       | Daniela Anschütz-Thoms                                                  |
| 13. bis 15. Nov. 2009                                                     | Heerenveen (Thialf)                      | 500 m (14. Nov.)  | Jenny Wolf                                                                  | Beixing Wang                                                            | Annette Gerritsen                                                       |
| 13. bis 15. Nov. 2009                                                     | Heerenveen (Thialf)                      | 1500 m (14. Nov.) | Ireen Wüst                                                                  | Christine Nesbitt                                                       | Kristina Groves                                                         |
| 13. bis 15. Nov. 2009                                                     | Heerenveen (Thialf)                      | 1000 m (15. Nov.) | Christine Nesbitt                                                           | Annette Gerritsen                                                       | Natasja Bruintjes                                                       |
| 13. bis 15. Nov. 2009                                                     | Heerenveen (Thialf)                      | Team (15. Nov.)   | KanadaKristina Groves Christine Nesbitt Brittany Schussler                  | NiederlandeIreen Wüst Diane Valkenburg Elma de Vries                    | RusslandJekaterina Abramowa Galina Lichatschowa Jekaterina Schichowa    |
| 21. bis 22. Nov. 2009                                                     | Hamar                                    | 5000 m (21. Nov.) | Martina Sáblíková                                                           | Stephanie Beckert                                                       | Daniela Anschütz-Thoms                                                  |
| 21. bis 22. Nov. 2009                                                     | Hamar                                    | 1500 m (22. Nov.) | Kristina Groves                                                             | Ireen Wüst                                                              | Martina Sáblíková                                                       |
| 4. bis 6. Dez. 2009                                                       | Calgary                                  | 500 m (4. Dez.)   | Jenny Wolf                                                                  | Beixing Wang Sang-Hwa Lee                                               |                                                                         |
| 4. bis 6. Dez. 2009                                                       | Calgary                                  | 3000 m (4. Dez.)  | Stephanie Beckert (DR)                                                      | Martina Sáblíková                                                       | Daniela Anschütz-Thoms                                                  |
| 4. bis 6. Dez. 2009                                                       | Calgary                                  | 500 m (5. Dez.)   | Jenny Wolf                                                                  | Beixing Wang                                                            | Sang-Hwa Lee                                                            |
| 4. bis 6. Dez. 2009                                                       | Calgary                                  | 1500 m (5. Dez.)  | Kristina Groves                                                             | Christine Nesbitt                                                       | Elma de Vries                                                           |
| 4. bis 6. Dez. 2009                                                       | Calgary                                  | 1000 m (6. Dez.)  | Christine Nesbitt                                                           | Annette Gerritsen                                                       | Monique Angermüller                                                     |
| 4. bis 6. Dez. 2009                                                       | Calgary                                  | Team (6. Dez.)    | Kanada 2:55,79 min (WR)Kristina Groves Christine Nesbitt Brittany Schussler | JapanMasako Hozumi Maki Tabata Shiho Ishizawa                           | DeutschlandIsabell Ost Stephanie Beckert Katrin Mattscherodt            |
| 11. bis 13. Dez. 2009                                                     | Salt Lake City                           | 500 m (11. Dez.)  | Jenny Wolf (ER)                                                             | Beixing Wang                                                            | Sang-Hwa Lee                                                            |
| 11. bis 13. Dez. 2009                                                     | Salt Lake City                           | 3000 m (11. Dez.) | Martina Sáblíková                                                           | Stephanie Beckert                                                       | Kristina Groves                                                         |
| 11. bis 13. Dez. 2009                                                     | Salt Lake City                           | 500 m (12. Dez.)  | Beixing Wang                                                                | Jenny Wolf                                                              | Sang-Hwa Lee                                                            |
| 11. bis 13. Dez. 2009                                                     | Salt Lake City                           | 1500 m (12. Dez.) | Christine Nesbitt                                                           | Kristina Groves                                                         | Jennifer Rodriguez                                                      |
| 11. bis 13. Dez. 2009                                                     | Salt Lake City                           | 1000 m (13. Dez.) | Christine Nesbitt                                                           | Beixing Wang                                                            | Nao Kodaira                                                             |
| 11. bis 13. Dez. 2009                                                     | Salt Lake City                           | Team (13. Dez.)   | RusslandJekaterina Abramowa Galina Lichatschowa Jekaterina Schichowa        | KanadaKristina Groves Christine Nesbitt Cindy Klassen                   | DeutschlandDaniela Anschütz-Thoms Stephanie Beckert Katrin Mattscherodt |
| Mehrkampfeuropameisterschaft in Hamar, 9. bis 10. Januar 2010             |                                          |                   |                                                                             |                                                                         |                                                                         |
| Einzelstreckenasienmeisterschaften in Obihiro, 9. bis 10. Januar 2010     |                                          |                   |                                                                             |                                                                         |                                                                         |
| Sprintweltmeisterschaft in Obihiro, 16. bis 17. Januar 2010               |                                          |                   |                                                                             |                                                                         |                                                                         |
| Nordamerika Meisterschaften in Salt Lake City, 12. bis 14. Februar 2010   |                                          |                   |                                                                             |                                                                         |                                                                         |
| Olympische Winterspiele in Vancouver – Richmond, 13. bis 26. Februar 2010 |                                          |                   |                                                                             |                                                                         |                                                                         |
| 6. bis 7. Mär. 2010                                                       | Erfurt (Gunda-Niemann- Stirnemann-Halle) | 500 m (6. Mär.)   | Jenny Wolf                                                                  | Margot Boer                                                             | Heather Richardson                                                      |
| 6. bis 7. Mär. 2010                                                       | Erfurt (Gunda-Niemann- Stirnemann-Halle) | 1000 m (6. Mär.)  | Monique Angermüller                                                         | Margot Boer                                                             | Natasja Bruintjes                                                       |
| 6. bis 7. Mär. 2010                                                       | Erfurt (Gunda-Niemann- Stirnemann-Halle) | 500 m (7. Mär.)   | Jenny Wolf                                                                  | Margot Boer                                                             | Thijsje Oenema                                                          |
| 6. bis 7. Mär. 2010                                                       | Erfurt (Gunda-Niemann- Stirnemann-Halle) | 1000 m (7. Mär.)  | Jekaterina Schichowa                                                        | Laurine van Riessen                                                     | Natasja Bruintjes                                                       |
| 12. bis 14. Mär. 2010                                                     | Heerenveen (Thialf)                      | 500 m (12. Mär.)  | Jenny Wolf                                                                  | Margot Boer                                                             | Annette Gerritsen                                                       |
| 12. bis 14. Mär. 2010                                                     | Heerenveen (Thialf)                      | 3000 m (12. Mär.) | Martina Sáblíková                                                           | Daniela Anschütz-Thoms                                                  | Stephanie Beckert                                                       |
| 12. bis 14. Mär. 2010                                                     | Heerenveen (Thialf)                      | 500 m (13. Mär.)  | Jenny Wolf                                                                  | Annette Gerritsen                                                       | Margot Boer                                                             |
| 12. bis 14. Mär. 2010                                                     | Heerenveen (Thialf)                      | 1500 m (13. Mär.) | Kristina Groves                                                             | Martina Sáblíková                                                       | Brittany Schussler                                                      |
| 12. bis 14. Mär. 2010                                                     | Heerenveen (Thialf)                      | 1000 m (14. Mär.) | Jekaterina Schichowa                                                        | Annette Gerritsen                                                       | Natasja Bruintjes                                                       |
| 12. bis 14. Mär. 2010                                                     | Heerenveen (Thialf)                      | Team (14. Mär.)   | KanadaKristina Groves Brittany Schussler Cindy Klassen                      | DeutschlandAnni Friesinger-Postma Stephanie Beckert Katrin Mattscherodt | JapanMasako Hozumi Maki Tabata Nao Kodaira                              |
| Mehrkampfweltmeisterschaft in Heerenveen (Thialf), 20. bis 21. März 2010  |                                          |                   |                                                                             |                                                                         |                                                                         |

#### 500 Meter
(Endstand nach 12 Rennen)
| Rang | Name                | Land                | Punkte |
| ---- | ------------------- | ------------------- | ------ |
| 1    | Jenny Wolf          | Deutschland         | 1260   |
| 2    | Margot Boer         | Niederlande         | 700    |
| 3    | Beixing Wang        | Volksrepublik China | 680    |
| 4    | Annette Gerritsen   | Niederlande         | 625    |
| 5    | Sang-Hwa Lee        | Südkorea            | 505    |
| 6    | Nao Kodaira         | Japan               | 491    |
| 7    | Sayuri Yoshii       | Japan               | 366    |
| 8    | Thijsje Oenema      | Niederlande         | 361    |
| 9    | Heather Richardson  | Vereinigte Staaten  | 348    |
| 10   | Laurine van Riessen | Niederlande         | 326    |
|      |                     |                     |        |
| 22   | Monique Angermüller | Deutschland         | 123    |
| 24   | Heike Hartmann      | Deutschland         | 107    |
| 26   | Judith Hesse        | Deutschland         | 86     |

#### 1000 Meter
(Endstand nach 7 Rennen)
| Rang | Name                   | Land               | Punkte |
| ---- | ---------------------- | ------------------ | ------ |
| 1    | Christine Nesbitt      | Kanada             | 472    |
| 2    | Margot Boer            | Niederlande        | 395    |
| 3    | Monique Angermüller    | Deutschland        | 351    |
| 4    | Natasja Bruintjes      | Niederlande        | 346    |
| 5    | Annette Gerritsen      | Niederlande        | 325    |
| 6    | Jekaterina Schichowa   | Russland           | 323    |
| 7    | Laurine van Riessen    | Niederlande        | 318    |
| 8    | Nao Kodaira            | Japan              | 230    |
| 9    | Heather Richardson     | Vereinigte Staaten | 227    |
| 10   | Sayuri Yoshii          | Japan              | 212    |
|      |                        |                    |        |
| 21   | Anni Friesinger-Postma | Deutschland        | 78     |

#### 1500 Meter
(Endstand nach 6 Rennen)
| Rang | Name                     | Land               | Punkte |
| ---- | ------------------------ | ------------------ | ------ |
| 1    | Kristina Groves          | Kanada             | 560    |
| 2    | Christine Nesbitt        | Kanada             | 374    |
| 3    | Martina Sáblíková        | Tschechien         | 348    |
| 4    | Brittany Schussler       | Kanada             | 296    |
| 5    | Daniela Anschütz-Thoms   | Deutschland        | 259    |
| 6    | Ireen Wüst               | Niederlande        | 257    |
| 7    | Diane Valkenburg         | Niederlande        | 232    |
| 8    | Katarzyna Bachleda-Curuś | Polen              | 208    |
| 9    | Jennifer Rodriguez       | Vereinigte Staaten | 190    |
| 10   | Jekaterina Sjikhova      | Russland           | 184    |
|      |                          |                    |        |
| 11   | Anni Friesinger-Postma   | Deutschland        | 167    |
| 19   | Monique Angermüller      | Deutschland        | 79     |

#### 3000/5000 Meter
(Endstand nach 6 Rennen)
| Rang | Name                   | Land        | Punkte |
| ---- | ---------------------- | ----------- | ------ |
| 1    | Martina Sáblíková      | Tschechien  | 610    |
| 2    | Stephanie Beckert      | Deutschland | 535    |
| 3    | Daniela Anschütz-Thoms | Deutschland | 435    |
| 4    | Kristina Groves        | Kanada      | 380    |
| 5    | Masako Hozumi          | Japan       | 258    |
| 6    | Maren Haugli           | Norwegen    | 257    |
| 7    | Clara Hughes           | Kanada      | 210    |
| 8    | Brittany Schussler     | Kanada      | 181    |
| 9    | Ireen Wüst             | Niederlande | 174    |
| 10   | Shiho Ishizawa         | Japan       | 140    |
|      |                        |             |        |
| 14   | Katrin Mattscherodt    | Deutschland | 104    |

#### Teamlauf
(Endstand nach 4 Rennen)
| Rang | Name                                                                                                  | Land                | Punkte |
| ---- | --- | ------------------- | ------ |
| 1    | Kristina Groves, Cindy Klassen, Christine Nesbitt, Brittany Schussler                                 | Kanada              | 430    |
| 2    | Jekaterina Abramowa, Galina Lichatschowa, Jekaterina Schichowa, Jekaterina Lobyschewa, Olga Fatkulina | Russland            | 320    |
| 3    | Isabell Ost, Stephanie Beckert, Katrin Mattscherodt, Anni Friesinger-Postma, Daniela Anschütz-Thoms   | Deutschland         | 310    |
| 4    | Masako Hozumi, Maki Tabata, Shiho Ishizawa, Nao Kodaira                                               | Japan               | 295    |
| 5    | Ireen Wüst, Diane Valkenburg, Elma de Vries, Jorien Voorhuis, Paulien van Deutekom, Renate Groenewold | Niederlande         | 185    |
| 6    | Park Do-yeong, Lee Ju-yeon, No Seon-yeong                                                             | Südkorea            | 135    |
| 7    | Catherine Raney-Norman, Jennifer Rodriguez, Jilleanne Rookard, Nancy Swider-Peltz Jr.                 | Vereinigte Staaten  | 117    |
| 8    | Chunyan Fu, Fei Wang, Feifei Dong                                                                     | Volksrepublik China | 108    |
| 9    | Katarzyna Bachleda-Curuś, Katarzyna Woźniak, Luiza Złotkowska, Natalia Czerwonka                      | Polen               | 104    |
| 10   | Jekaterina Aidowa, Natalja Rybakowa, Olga Zjigina, Tatjana Sokirko                                    | Kasachstan          | 56     |

### Männer

#### Weltcup-Übersicht
| Datum                                                                     | Ort                                      | Disziplin           | Sieger | Zweiter                                            | Dritter                                                          |
| ------------------------------------------------------------------------- | ---------------------------------------- | ------------------- | --- | -------------------------------------------------- | ---------------------------------------------------------------- |
| 6. bis 8. Nov. 2009                                                       | Berlin (Sportforum Hohenschönhausen)     | 500 m (6. Nov.)     | Kang-Seok Lee | Kyou-Hyuk Lee                                      | Keiichirō Nagashima                                              |
| 6. bis 8. Nov. 2009                                                       | Berlin (Sportforum Hohenschönhausen)     | 1000 m (6. Nov.)    | Shani Davis | Jewgeni Lalenkow                                   | Mun Joon                                                         |
| 6. bis 8. Nov. 2009                                                       | Berlin (Sportforum Hohenschönhausen)     | 5000 m (7. Nov.)    | Sven Kramer | Håvard Bøkko                                       | Bob de Jong                                                      |
| 6. bis 8. Nov. 2009                                                       | Berlin (Sportforum Hohenschönhausen)     | 500 m (8. Nov.)     | Tucker Fredricks | Kang-Seok Lee                                      | Kyou-Hyuk Lee                                                    |
| 6. bis 8. Nov. 2009                                                       | Berlin (Sportforum Hohenschönhausen)     | 1500 m (8. Nov.)    | Shani Davis | Håvard Bøkko                                       | Denny Morrison                                                   |
| 13. bis 15. Nov. 2009                                                     | Heerenveen (Thialf)                      | 500 m (13. Nov.)    | Keiichirō Nagashima                                                                                                   | Tucker Fredricks                                   | Ronald Mulder                                                    |
| 13. bis 15. Nov. 2009                                                     | Heerenveen (Thialf)                      | 1500 m (13. Nov.)   | Shani Davis | Håvard Bøkko                                       | Stefan Groothuis                                                 |
| 13. bis 15. Nov. 2009                                                     | Heerenveen (Thialf)                      | 500 m (14. Nov.)    | Jōji Katō | Jan Smeekens                                       | Kang-Seok Lee                                                    |
| 13. bis 15. Nov. 2009                                                     | Heerenveen (Thialf)                      | 5000 m (14. Nov.)   | Sven Kramer | Bob de Jong                                        | Håvard Bøkko                                                     |
| 13. bis 15. Nov. 2009                                                     | Heerenveen (Thialf)                      | 1000 m (15. Nov.)   | Shani Davis | Simon Kuipers                                      | Mo Tae-Bum                                                       |
| 13. bis 15. Nov. 2009                                                     | Heerenveen (Thialf)                      | Team (15. Nov.)     | NiederlandeRemco Olde Heuvel Koen Verweij Jan Blokhuijsen Vereinigte StaatenShani Davis Chad Hedrick Trevor Marsicano |                                                    | ItalienEnrico Fabris Matteo Anesi Luca Stefani                   |
| 21. bis 22. Nov. 2009                                                     | Hamar                                    | 1500 m (21. Nov.)   | Shani Davis | Lucas Makowsky                                     | Håvard Bøkko                                                     |
| 21. bis 22. Nov. 2009                                                     | Hamar                                    | 10.000 m (22. Nov.) | Sven Kramer | Bob de Jong                                        | Ivan Skobrev                                                     |
| 4. bis 6. Dez. 2009                                                       | Calgary                                  | 500 m (4. Dez.)     | Mika Poutala | Jōji Katō                                          | Jamie Gregg                                                      |
| 4. bis 6. Dez. 2009                                                       | Calgary                                  | 1500 m (4. Dez.)    | Chad Hedrick | Shani Davis                                        | Denny Morrison                                                   |
| 4. bis 6. Dez. 2009                                                       | Calgary                                  | 500 m (5. Dez.)     | Kyou-Hyuk Lee | Mika Poutala                                       | Tucker Fredricks                                                 |
| 4. bis 6. Dez. 2009                                                       | Calgary                                  | 5000 m (5. Dez.)    | Sven Kramer | Iwan Skobrew                                       | Bob de Jong                                                      |
| 4. bis 6. Dez. 2009                                                       | Calgary                                  | 1000 m (6. Dez.)    | Shani Davis | Kyou-Hyuk Lee                                      | Denny Morrison                                                   |
| 4. bis 6. Dez. 2009                                                       | Calgary                                  | Team (6. Dez.)      | Niederlande 3.38,05 min (CR)Sven Kramer Carl Verheijen Jan Blokhuijsen                                                | KanadaDenny Morrison Lucas Makowsky Mathieu Giroux | NorwegenHåvard Bøkko Sverre Lunde Pedersen Fredrik van der Horst |
| 11. bis 13. Dez. 2009                                                     | Salt Lake City                           | 500 m (11. Dez.)    | Kyou-Hyuk Lee | Yuya Oikawa                                        | Mika Poutala (ER)                                                |
| 11. bis 13. Dez. 2009                                                     | Salt Lake City                           | 1500 m (11. Dez.)   | Shani Davis 1:41,04 min (WR)                                                                                          | Chad Hedrick                                       | Mo Tae-Bum                                                       |
| 11. bis 13. Dez. 2009                                                     | Salt Lake City                           | 500 m (12. Dez.)    | Kyou-Hyuk Lee | Kang-Seok Lee                                      | Tucker Fredricks                                                 |
| 11. bis 13. Dez. 2009                                                     | Salt Lake City                           | 5000 m (12. Dez.)   | Enrico Fabris | Bob de Jong                                        | Ivan Skobrev                                                     |
| 11. bis 13. Dez. 2009                                                     | Salt Lake City                           | 1000 m (13. Dez.)   | Shani Davis | Kyou-Hyuk Lee                                      | Mika Poutala                                                     |
| 11. bis 13. Dez. 2009                                                     | Salt Lake City                           | Team (13. Dez.)     | NorwegenHåvard Bøkko Henrik Christiansen Mikael Flygind Larsen                                                        | ItalienEnrico Fabris Matteo Anesi Luca Stefani     | KanadaSteven Elm Lucas Makowsky Mathieu Giroux                   |
| Mehrkampfeuropameisterschaft in Hamar, 9. bis 10. Januar 2010             |                                          |                     | |                                                    |                                                                  |
| Einzelstreckenasienmeisterschaften in Obihiro, 9. bis 10. Januar 2010     |                                          |                     | |                                                    |                                                                  |
| Sprintweltmeisterschaft in Obihiro, 16. bis 17. Januar 2010               |                                          |                     | |                                                    |                                                                  |
| Nordamerika Meisterschaften in Salt Lake City, 12. bis 14. Februar 2010   |                                          |                     | |                                                    |                                                                  |
| Olympische Winterspiele in Vancouver – Richmond, 13. bis 26. Februar 2010 |                                          |                     | |                                                    |                                                                  |
| 6. bis 7. Mär. 2010                                                       | Erfurt (Gunda-Niemann- Stirnemann-Halle) | 500 m (6. Mär.)     | Jan Smeekens | Yuya Oikawa                                        | Ronald Mulder                                                    |
| 6. bis 7. Mär. 2010                                                       | Erfurt (Gunda-Niemann- Stirnemann-Halle) | 1000 m (6. Mär.)    | Shani Davis | Mark Tuitert                                       | Stefan Groothuis                                                 |
| 6. bis 7. Mär. 2010                                                       | Erfurt (Gunda-Niemann- Stirnemann-Halle) | 500 m (7. Mär.)     | Jan Smeekens | Yuya Oikawa                                        | Mika Poutala Dmitri Lobkow                                       |
| 6. bis 7. Mär. 2010                                                       | Erfurt (Gunda-Niemann- Stirnemann-Halle) | 1000 m (7. Mär.)    | Shani Davis | Stefan Groothuis                                   | Mark Tuitert                                                     |
| 12. bis 14. Mär. 2010                                                     | Heerenveen (Thialf)                      | 500 m (12. Mär.)    | Jan Smeekens | Tucker Fredricks                                   | Ronald Mulder                                                    |
| 12. bis 14. Mär. 2010                                                     | Heerenveen (Thialf)                      | 1500 m (12. Mär.)   | Shani Davis | Denny Morrison                                     | Kjeld Nuis                                                       |
| 12. bis 14. Mär. 2010                                                     | Heerenveen (Thialf)                      | 500 m (13. Mär.)    | Jan Smeekens | Ronald Mulder                                      | Akio Ōta                                                         |
| 12. bis 14. Mär. 2010                                                     | Heerenveen (Thialf)                      | 5000 m (13. Mär.)   | Håvard Bøkko | Sverre Haugli                                      | Iwan Skobrew                                                     |
| 12. bis 14. Mär. 2010                                                     | Heerenveen (Thialf)                      | 1000 m (14. Mär.)   | Shani Davis | Stefan Groothuis                                   | Mark Tuitert                                                     |
| 12. bis 14. Mär. 2010                                                     | Heerenveen (Thialf)                      | Team (14. Mär.)     | NorwegenHåvard Bøkko Henrik Christiansen Mikael Flygind Larsen                                                        | KanadaDenny Morrison Lucas Makowsky Mathieu Giroux | Vereinigte StaatenShani Davis Ryan Bedford Jonathan Kuck         |
| Mehrkampfweltmeisterschaft in Heerenveen (Thialf), 19. bis 21. März 2010  |                                          |                     | |                                                    |                                                                  |

#### 500 Meter
(Endstand nach 12 Rennen)
| Rang | Name                | Land               | Punkte |
| ---- | ------------------- | ------------------ | ------ |
| 1    | Tucker Fredricks    | Vereinigte Staaten | 788    |
| 2    | Jan Smeekens        | Niederlande        | 742    |
| 3    | Mika Poutala        | Finnland           | 702    |
| 4    | Yūya Oikawa         | Japan              | 587    |
| 5    | Ronald Mulder       | Niederlande        | 567    |
| 6    | Kang-Seok Lee       | Südkorea           | 523    |
| 7    | Kyou-Hyuk Lee       | Südkorea           | 521    |
| 8    | Keiichirō Nagashima | Japan              | 407    |
| 9    | Joji Kato           | Japan              | 373    |
| 10   | Akio Ōta            | Japan              | 369    |
|      |                     |                    |        |
| 19   | Nico Ihle           | Deutschland        | 164    |
| 24   | Samuel Schwarz      | Deutschland        | 97     |

#### 1000 Meter
(Endstand nach 7 Rennen)
| Rang | Name             | Land               | Punkte |
| ---- | ---------------- | ------------------ | ------ |
| 1    | Shani Davis      | Vereinigte Staaten | 750    |
| 2    | Mark Tuitert     | Niederlande        | 425    |
| 3    | Stefan Groothuis | Niederlande        | 355    |
| 4    | Simon Kuipers    | Niederlande        | 306    |
| 5    | Denny Morrison   | Kanada             | 292    |
| 6    | Yevgeny Lalenkov | Russland           | 270    |
| 7    | Mika Poutala     | Niederlande        | 225    |
| 8    | Lars Elgersma    | Niederlande        | 216    |
| 9    | Mo Tae-Bum       | Südkorea           | 215    |
| 10   | Kyou-Hyuk Lee    | Südkorea           | 212    |
|      |                  |                    |        |
| 14   | Samuel Schwarz   | Deutschland        | 129    |
| 20   | Nico Ihle        | Deutschland        | 99     |
| 25   | Frank Steiner    | Deutschland        | 63     |

#### 1500 Meter
(Endstand nach 6 Rennen)
| Rang | Name             | Land               | Punkte |
| ---- | ---------------- | ------------------ | ------ |
| 1    | Shani Davis      | Vereinigte Staaten | 630    |
| 2    | Håvard Bøkko     | Norwegen           | 395    |
| 3    | Denny Morrison   | Kanada             | 338    |
| 4    | Mark Tuitert     | Niederlande        | 290    |
| 5    | Chad Hedrick     | Vereinigte Staaten | 268    |
| 6    | Stefan Groothuis | Niederlande        | 265    |
| 7    | Lucas Makowsky   | Kanada             | 230    |
| 8    | Ivan Skobrev     | Russland           | 197    |
| 9    | Rhian Ket        | Niederlande        | 164    |
| 10   | Kjeld Nuis       | Niederlande        | 154    |
|      |                  |                    |        |
| 23   | Robert Lehmann   | Deutschland        | 45     |

#### 5000/10.000 Meter
(Endstand nach 6 Rennen)
| Rang | Name                | Land        | Punkte |
| ---- | ------------------- | ----------- | ------ |
| 1    | Håvard Bøkko        | Norwegen    | 455    |
| 2    | Ivan Skobrev        | Russland    | 430    |
| 3    | Bob de Jong         | Niederlande | 416    |
| 4    | Sven Kramer         | Niederlande | 400    |
| 5    | Carl Verheijen      | Niederlande | 258    |
| 6    | Enrico Fabris       | Italien     | 255    |
| 7    | Wouter Olde Heuvel  | Niederlande | 251    |
| 8    | Sverre Haugli       | Norwegen    | 181    |
| 9    | Henrik Christiansen | Norwegen    | 157    |
| 10   | Jan Blokhuijsen     | Niederlande | 140    |
|      |                     |             |        |
| 16   | Marco Weber         | Deutschland | 97     |
| 23   | Patrick Beckert     | Deutschland | 61     |
| 29   | Robert Lehmann      | Deutschland | 27     |

#### Teamlauf
(Endstand nach 4 Rennen)
| Rang | Name | Land               | Punkte |
| ---- | --- | ------------------ | ------ |
| 1    | Fredrik van der Horst, Håvard Bøkko, Henrik Christiansen, Mikael Flygind Larsen, Sverre Lunde Pedersen                  | Norwegen           | 380    |
| 2    | Bob de Vries, Carl Verheijen, Erben Wennemars, Jan Blokhuijsen, Koen Verweij, Remco Olde Heuvel, Rhian Ket, Sven Kramer | Niederlande        | 350    |
| 3    | Denny Morrison, Lucas Makowsky, Mathieu Giroux, Mykola Makowsky, Steven Elm                                             | Kanada             | 306    |
| 4    | Brian Hansen, Chad Hedrick, Jonathan Kuck, Ryan Bedford, Shani Davis, Trevor Marsicano                                  | Vereinigte Staaten | 285    |
| 5    | Enrico Fabris, Luca Stefani, Matteo Anesi                                                                               | Italien            | 178    |
| 6    | Hiroki Hirako, Shigeyuki Dejima, Teruhiro Sugimori                                                                      | Japan              | 155    |
| 7    | Daniel Friberg, Joel Eriksson, Johan Röjler                                                                             | Schweden           | 136    |
| 8    | Alexei Jessin, Iwan Skobrew, Jewgeni Lalenkow                                                                           | Russland           | 109    |
| 9    | Jan Szymański, Konrad Niedźwiedzki, Sebastian Druszkiewicz                                                              | Polen              | 93     |
| 10   | Jörg Dallmann, Marco Weber, Patrick Beckert, Robert Lehmann, Stefan Heythausen, Tobias Schneider                        | Deutschland        | 92     |

## Gesamt
- Platz: Gibt die Reihenfolge der Athleten wieder. Diese wird durch die Anzahl der Weltcupsiege bestimmt. Bei gleicher Anzahl werden die 2. Platzierungen verglichen, danach die 3. Platzierungen
- Name: Nennt den Namen des Athleten
- Land: Nennt das Land, für das der Athlet startete
- Siege: Nennt die Anzahl der Weltcupsiege
- 2. Plätze: Nennt die Anzahl der errungenen 2. Plätze
- 3. Plätze: Nennt die Anzahl der errungenen 3. Plätze
- Gesamt: Nennt die Anzahl aller gewonnenen Medaillen

### Top Ten
- Die Top Ten zeigt die zehn erfolgreichsten Sportler/-innen des Eisschnelllauf-Weltcups 2009/10

| Platz | Name               | Land               | Siege | 2. Plätze | 3. Plätze | Gesamt |
| ----- | ------------------ | ------------------ | ----- | --------- | --------- | ------ |
| 1.    | Shani Davis        | Vereinigte Staaten | 13    | 1         | 1         | 15     |
| 2.    | Jenny Wolf         | Deutschland        | 10    | 2         | 0         | 12     |
| 3.    | Christine Nesbitt  | Kanada             | 8     | 3         | 0         | 11     |
| 4.    | Kristina Groves    | Kanada             | 6     | 2         | 2         | 10     |
| 5.    | Sven Kramer        | Niederlande        | 5     | 0         | 0         | 5      |
| 6.    | Martina Sáblíková  | Tschechien         | 4     | 4         | 1         | 9      |
| 7.    | Jan Smeekens       | Niederlande        | 4     | 1         | 0         | 5      |
| 8.    | Håvard Bøkko       | Norwegen           | 3     | 3         | 3         | 9      |
| 9.    | Kyou-Hyuk Lee      | Südkorea           | 3     | 3         | 1         | 7      |
| 10.   | Brittany Schussler | Kanada             | 3     | 0         | 2         | 5      |

### Frauen
| Platz | Name                   | Land                | Siege | 2. Plätze | 3. Plätze | Gesamt |
| ----- | ---------------------- | ------------------- | ----- | --------- | --------- | ------ |
| 1.    | Jenny Wolf             | Deutschland         | 10    | 2         | 0         | 12     |
| 2.    | Christine Nesbitt      | Kanada              | 8     | 3         | 0         | 11     |
| 3.    | Kristina Groves        | Kanada              | 6     | 2         | 2         | 10     |
| 4.    | Martina Sáblíková      | Tschechien          | 4     | 4         | 1         | 9      |
| 5.    | Brittany Schussler     | Kanada              | 3     | 0         | 2         | 5      |
| 6.    | Jekaterina Schichowa   | Russland            | 3     | 0         | 1         | 4      |
| 7.    | Wang Beixing           | Volksrepublik China | 2     | 7         | 0         | 9      |
| 8.    | Stephanie Beckert      | Deutschland         | 2     | 3         | 4         | 9      |
| 9.    | Ireen Wüst             | Niederlande         | 1     | 2         | 0         | 3      |
| 10.   | Cindy Klassen          | Kanada              | 1     | 1         | 0         | 2      |
| 11.   | Galina Lichatschowa    | Russland            | 1     | 0         | 1         | 2      |
| 12.   | Jekaterina Abramowa    | Russland            | 1     | 0         | 1         | 2      |
| 13.   | Monique Angermüller    | Deutschland         | 1     | 0         | 1         | 2      |
| 14.   | Annette Gerritsen      | Niederlande         | 0     | 4         | 4         | 8      |
| 15.   | Margot Boer            | Niederlande         | 0     | 4         | 1         | 5      |
| 16.   | Masako Hozumi          | Japan               | 0     | 2         | 1         | 3      |
| 17.   | Daniela Anschütz-Thoms | Deutschland         | 0     | 1         | 4         | 5      |
| 18.   | Sang-Hwa Lee           | Südkorea            | 0     | 1         | 3         | 4      |
| 19.   | Nao Kodaira            | Japan               | 0     | 1         | 3         | 4      |
| 20.   | Katrin Mattscherodt    | Deutschland         | 0     | 1         | 2         | 3      |
| 21.   | Elma de Vries          | Niederlande         | 0     | 1         | 1         | 2      |
| 22.   | Maki Tabata            | Japan               | 0     | 1         | 1         | 2      |
| 23.   | Anni Friesinger-Postma | Deutschland         | 0     | 1         | 0         | 1      |
| 24.   | Diane Valkenburg       | Niederlande         | 0     | 1         | 0         | 1      |
| 25.   | Laurine van Riessen    | Niederlande         | 0     | 1         | 0         | 1      |
| 26.   | Shiho Ishizawa         | Japan               | 0     | 1         | 0         | 1      |
| 27.   | Natasja Bruintjes      | Niederlande         | 0     | 0         | 4         | 4      |
| 28.   | Heather Richardson     | Vereinigte Staaten  | 0     | 0         | 1         | 1      |
| 29.   | Isabell Ost            | Deutschland         | 0     | 0         | 1         | 1      |
| 30.   | Jennifer Rodriguez     | Vereinigte Staaten  | 0     | 0         | 1         | 1      |
| 31.   | Marianne Timmer        | Niederlande         | 0     | 0         | 1         | 1      |
| 32.   | Thijsje Oenema         | Niederlande         | 0     | 0         | 1         | 1      |

### Männer
| Platz | Name                  | Land               | Siege | 2. Plätze | 3. Plätze | Gesamt |
| ----- | --------------------- | ------------------ | ----- | --------- | --------- | ------ |
| 1.    | Shani Davis           | Vereinigte Staaten | 13    | 1         | 1         | 15     |
| 2.    | Sven Kramer           | Niederlande        | 5     | 0         | 0         | 5      |
| 3.    | Jan Smeekens          | Niederlande        | 4     | 1         | 0         | 5      |
| 4.    | Håvard Bøkko          | Norwegen           | 3     | 3         | 3         | 9      |
| 5.    | Kyou-Hyuk Lee         | Südkorea           | 3     | 3         | 1         | 7      |
| 6.    | Chad Hedrick          | Vereinigte Staaten | 2     | 1         | 0         | 3      |
| 7.    | Henrik Christiansen   | Norwegen           | 2     | 0         | 0         | 2      |
| 8.    | Jan Blokhuijsen       | Niederlande        | 2     | 0         | 0         | 2      |
| 9.    | Mikael Flygind Larsen | Norwegen           | 2     | 0         | 0         | 2      |
| 10.   | Tucker Fredricks      | Vereinigte Staaten | 1     | 2         | 2         | 5      |
| 11.   | Kang-Seok Lee         | Südkorea           | 1     | 2         | 1         | 4      |
| 12.   | Mika Poutala          | Finnland           | 1     | 1         | 3         | 5      |
| 13.   | Enrico Fabris         | Italien            | 1     | 1         | 1         | 3      |
| 14.   | Jōji Katō             | Japan              | 1     | 1         | 0         | 2      |
| 15.   | Keiichirō Nagashima   | Japan              | 1     | 0         | 1         | 2      |
| 16.   | Carl Verheijen        | Niederlande        | 1     | 0         | 0         | 1      |
| 17.   | Koen Verweij          | Niederlande        | 1     | 0         | 0         | 1      |
| 18.   | Remco Olde Heuvel     | Niederlande        | 1     | 0         | 0         | 1      |
| 19.   | Trevor Marsicano      | Vereinigte Staaten | 1     | 0         | 0         | 1      |
| 20.   | Denny Morrison        | Kanada             | 0     | 3         | 3         | 6      |
| 21.   | Bob de Jong           | Niederlande        | 0     | 3         | 2         | 5      |
| 22.   | Yūya Oikawa           | Japan              | 0     | 3         | 0         | 3      |
| 23.   | Stefan Groothuis      | Niederlande        | 0     | 2         | 2         | 4      |
| 24.   | Lucas Makowsky        | Kanada             | 0     | 2         | 1         | 3      |
| 25.   | Mathieu Giroux        | Kanada             | 0     | 2         | 1         | 3      |
| 26.   | Iwan Skobrew          | Russland           | 0     | 1         | 3         | 4      |
| 27.   | Ronald Mulder         | Niederlande        | 0     | 1         | 3         | 4      |
| 28.   | Mark Tuitert          | Niederlande        | 0     | 1         | 2         | 3      |
| 29.   | Luca Stefani          | Italien            | 0     | 1         | 1         | 2      |
| 30.   | Matteo Anesi          | Italien            | 0     | 1         | 1         | 2      |
| 31.   | Jewgeni Lalenkow      | Russland           | 0     | 1         | 0         | 1      |
| 32.   | Lucas Makowsky        | Kanada             | 0     | 1         | 0         | 1      |
| 33.   | Simon Kuipers         | Niederlande        | 0     | 1         | 0         | 1      |
| 34.   | Sverre Haugli         | Norwegen           | 0     | 1         | 0         | 1      |
| 35.   | Mo Tae-Bumo           | Südkorea           | 0     | 0         | 2         | 2      |
| 36.   | Akio Ōta              | Japan              | 0     | 0         | 1         | 1      |
| 37.   | Dmitri Lobkow         | Russland           | 0     | 0         | 1         | 1      |
| 38.   | Fredrik van der Horst | Norwegen           | 0     | 0         | 1         | 1      |
| 39.   | Jamie Gregg           | Kanada             | 0     | 0         | 1         | 1      |
| 40.   | Jonathan Kuck         | Vereinigte Staaten | 0     | 0         | 1         | 1      |
| 41.   | Kjeld Nuis            | Niederlande        | 0     | 0         | 1         | 1      |
| 42.   | Joon Mun              | Südkorea           | 0     | 0         | 1         | 1      |
| 43.   | Ryan Bedford          | Vereinigte Staaten | 0     | 0         | 1         | 1      |
| 44.   | Steven Elm            | Kanada             | 0     | 0         | 1         | 1      |
| 45.   | Sverre Lunde Pedersen | Norwegen           | 0     | 0         | 1         | 1      |

### Nationenwertung
- Die Nationenwertung zeigt die erfolgreichsten Nationen (Sportler/-innen) des Eisschnelllauf-Weltcups 2009/10

| Platz | Land                | Siege | 2. Plätze | 3. Plätze | Gesamt |
| ----- | ------------------- | ----- | --------- | --------- | ------ |
| 1.    | Vereinigte Staaten  | 15    | 4         | 5         | 24     |
| 2.    | Deutschland         | 13    | 6         | 8         | 27     |
| 3.    | Kanada              | 12    | 8         | 9         | 29     |
| 4.    | Niederlande         | 11    | 20        | 22        | 53     |
| 5.    | Südkorea            | 4     | 6         | 8         | 18     |
| 6.    | Tschechien          | 4     | 4         | 1         | 9      |
| 7.    | Norwegen            | 3     | 4         | 3         | 10     |
| 8.    | Russland            | 3     | 2         | 5         | 10     |
| 9.    | Japan               | 2     | 7         | 5         | 14     |
| 10.   | Volksrepublik China | 2     | 7         | 0         | 9      |
| 11.   | Finnland            | 1     | 1         | 3         | 5      |
| 12.   | Italien             | 1     | 1         | 1         | 3      |